# Лаолін
Лаолін (також Лелін, кит. спр. 乐陵市, піньїнь: Lèlíng Shì) — місто-повіт в центральнокитайській провінції Шаньдун, складова міста Дечжоу.

## Географія
Лаолін лежить на півночі провінції на висоті близько 13 метрів над рівнем моря, лежить на річці Мацзя.

### Клімат
Місто знаходиться у зоні, котра характеризується вологим континентальним кліматом. Найтепліший місяць — липень із середньою температурою 26,7 °C. Найхолодніший місяць — січень, із середньою температурою -3,4 °С.
| Клімат Лаоліна          | Клімат Лаоліна | Клімат Лаоліна | Клімат Лаоліна | Клімат Лаоліна | Клімат Лаоліна | Клімат Лаоліна | Клімат Лаоліна | Клімат Лаоліна | Клімат Лаоліна | Клімат Лаоліна | Клімат Лаоліна | Клімат Лаоліна | Клімат Лаоліна |
| Показник                | Січ.           | Лют.           | Бер.           | Квіт.          | Трав.          | Черв.          | Лип.           | Серп.          | Вер.           | Жовт.          | Лист.          | Груд.          | Рік            |
| Середній максимум, °C   | 2,7            | 6,5            | 12,8           | 20,7           | 26,2           | 31,2           | 31,6           | 30,1           | 26,7           | 20,7           | 11,7           | 4,5            | 18,8           |
| Середня температура, °C | −3,4           | 0              | 6,2            | 14             | 19,7           | 24,9           | 26,7           | 25,2           | 20,4           | 14             | 5,4            | −1,2           | 12,6           |
| Середній мінімум, °C    | −8,1           | −5             | 0,8            | 7,8            | 13,6           | 18,9           | 22,3           | 21,1           | 15,2           | 8,5            | 0,5            | −5,6           | 7,5            |
| Норма опадів, мм        | 3.4            | 6.6            | 10.7           | 22.2           | 45.2           | 79             | 173.2          | 114            | 36.3           | 28             | 12.2           | 4.1            | 534.9          |
| Вологість повітря, %    | 61             | 56             | 56             | 58             | 65             | 64             | 78             | 83             | 77             | 69             | 66             | 65             | 66.5           |
| ----------------------- | -------------- | -------------- | -------------- | -------------- | -------------- | -------------- | -------------- | -------------- | -------------- | -------------- | -------------- | -------------- | -------------- |
| Джерело: data.cma.cn    |                |                |                |                |                |                |                |                |                |                |                |                |                |